# Myllenyxis fulvicolor
Myllenyxis fulvicolor là một loài tò vò trong họ Ichneumonidae.